# Hulu (Tapak Tuan)
Hulu is een bestuurslaag in het regentschap Aceh Selatan van de provincie Atjeh, Indonesië. Hulu telt 1048 inwoners (volkstelling 2010).